# Pugled (Kočevje)
Pugled is een plaats in Slovenië en maakt deel uit van de gemeente Kočevje in de NUTS-3-regio Jugovzhodna Slovenija. De plaats telde 0 inwoners op 1 januari 2020.